# Euphorbia verapazensis
Euphorbia verapazensis là một loài thực vật có hoa trong họ Đại kích. Loài này được Standl. & Steyerm. mô tả khoa học đầu tiên năm 1944.